# NorilLag
NorilLag (Норильлаг), auch Besserungs- und Arbeitslager Norilsk beziehungsweise Norilsker ITL (Норильский ИТЛ, d. h. Норильский исправительно-трудовой лагерь), war ein Besserungsarbeitslager des Gulag-Systems in der Sowjetunion. Das Lager, das von Juni 1935 bis August 1956 bestand, bildete die Grundlage für den Bergbau-Metallurgie-Komplex Norilsknikel, aus dem das heutige Unternehmen Nornickel hervorging, und die Stadt Norilsk im Norden der Region Krasnojarsk.

## Geschichte
1913 erforschte eine russische Expedition im Nördlichen Eismeer unter Leitung des Hydrographen Boris Wilkizki den großen Archipel an der Küste der Taimyrhalbinsel. Der Geologe Nikolai Urwantsew entdeckte bei Expeditionen zwischen 1919 und 1923 in der Region ein hohes Vorkommen an Kupfer und Nickel. Dieses erwies sich später als noch weitaus ergiebigeres Vorkommen, das Elemente bzw. Rohstoffe von mehr als der Hälfte des von Dmitri Mendelejew entwickelten Periodensystems enthielt, die für die Entwicklung der sowjetischen Industrie entscheidend waren.
Wegen der unwirtlichen Verhältnisse entschieden die sowjetischen Planer, für die Einrichtung der Mine Zwangsarbeiter einzusetzen und gründeten dafür am 25. Juni 1935 das NorilLag.
Es war ab dem 25. Juni 1935 der Hauptverwaltung der Lager (GULAG) unterstellt, ab 26. Februar 1941 der Hauptverwaltung der Lager der Bergbau- und metallurgischen Industrie (GULGMP des MWD), ab 2. April 1953 der Lagerhauptverwaltung des Justizministeriums (GULAG des MJu) und schließlich ab 28. Januar 1954 der Hauptverwaltung des Innenministeriums (GULAG des MWD). Es bestand bis 22. August 1956.
1938 wurde Awraami Sawenjagin mit der Aufgabe betraut, nicht nur einen Bergbaubetrieb, sondern einen kompletten Produktionskomplex mit dem Rohstoffabbau, der Verhüttung und der Veredelung zu schaffen. Sawenjagin kommandierte zu diesem Zweck fachkundige Häftlinge wie Urwantsew in  „Sonderabteilungen“ ab, die durch ihren Einsatz in Büros ein gewisses Maß an Komfort genossen.
Am 28. Februar 1948 wurde ein Teil des Lagers ausgegliedert und zum Sonderlager Nr. 2 umfunktioniert, dem GorLag, das am 8. Februar 1954 mit NorilLag wieder zusammengelegt wurde. An dem Aufstand der Insassen des GorLag, der zwischen Mai und August 1953 stattfand und als der Aufstand von Norilsk in die Geschichte einging, beteiligten sich die Häftlinge von NorilLag nicht.

## Häftlinge
Unter den ersten 1.200 Lagerinsassen waren im Oktober 1935 einige Hundert Bergbau-Ingenieure, unter ihnen auch der wegen Sabotage zu einer zehnjährigen Lagerhaft verurteilte Urwantsew. Die Häftlinge mussten vor allem im ersten Winter extreme Bedingungen überstehen, indem sie in unbeheizten Baracken schlafen und den Schienenweg mit unzureichenden Werkzeugen bauen mussten. Im folgenden Sommer wurden weitere 5.000 'zeks' über den Jenissei per Schiff in die Region deportiert und interniert, die nach Körperkraft und einem niedrigen Lebensalter eingestuft worden waren. Die Unterkünfte und die ersten Minen wurden auf bzw. im Permafrostboden errichtet, und die Lebensbedingungen waren so widrig, dass nach Schätzungen die Hälfte der Häftlinge an Krankheiten, Hunger oder Erschöpfung starb.
Die politischen Häftlinge wurden nach dem Akronym für засекреченный кадр (als geheim eingestufte Kader) zeks genannt.

### Insassenzahlen
1935, nach der Errichtung des Lagers, gab es lediglich 1.200 Häftlinge. Diese Zahl erhöhte sich bis zum Januar 1939 auf 11.560. Bereits am 1. Januar 1940 betrug die Häftlingszahl 19.500 Personen, behielt während der ersten Kriegsjahre in etwa das Niveau, und stieg im Januar 1943 auf 30.757 Personen bzw. im Januar 1946 auf 33.797 Personen. In den Nachkriegsjahren wuchs sie schnell auf 72.490 an – mit dem Höchststand am 1. Januar 1951. Danach sank die Zahl auf 68.849 (Januar 1952), 36.734 (Januar 1954) beziehungsweise 21.214 (Januar 1955). Zum 1. Januar 1956, kurz vor der Schließung des Lagers, zählte man 13.629 Häftlinge. Die Häftlingszahlen in NorilLag wurden aus den Angaben der Menschenrechtsorganisation Memorial (Мемориал) leicht gekürzt zusammengestellt:

### Bekannte Häftlinge
- Alexei Balandin
- Nikolai Fjodorowski
- Jewfrossinija Kersnowskaja
- József Lengyel
- Alexander Nogtew
- Jacques Rossi
- Nikolai Urwanzew

Karlo Štajner, ein Mitglied der Kommunistischen Partei Jugoslawiens verbrachte und überlebte 20 Jahre in sowjetischen Gulag-Lagern, davon zwei Male im NorilLag. Er stellte fest, dass nur drei Jahre nach  der Gründung von Norilsk die Stadt einen Friedhof von der Größe einer hundertjährigen Stadt habe.

## Lagerleitung
Die Leiter bzw. stellvertretenden Leiter des Lagers waren:
- 25. Juni 1935 – 13. April 1938: W. S. Matwejew (Bauleiter und Leiter des ITL)
- 8. April 1938 – 29. März 1941: A. P. Sawenjagin (Bauleiter)
- 26. April 1938 – 21. August 1938: N. S. Zurinow (Leiter des ITL, Oberstleutnant der Staatssicherheit)
- 15. September 1938 – Januar 1939: W. S. Walik (Major der Staatssicherheit)
- 2. April 1941 – 8. Juli 1948: A. A. Panjukow (Bauleiter und Leiter des ITL: Oberstleutnant der Staatssicherheit (Generalmajor))
- 8. Juli 1948 – 1. April 1953: Dipl.-Ing. W. S. Swerew (Leiter des ITL und Kombinatsleiter, Oberst)
- 1. April 1953 – ?: N. W. Morosow (kommissarischer Leiter des ITL, Oberst im Innendienst)
- 18. Januar 1954 – 12. März 1955: P. I. Kusnezow (Leiter, Oberstleutnant)
- 12. März 1955 – ?: S. I. Pawljutschek (Oberst)
  -  ? – 8. Februar 1949: A. A. Woronin (kommissarischer Stellvertreter, Oberstleutnant)
  - 8. Februar 1949 – 2. Juni 1952: I. G. Popkow (Stellvertreter: Generalmajor)
- 22. Juni 1952 – 7. August 1953: I. P. Korolkow (Oberstleutnant)
- 7. August 1953 – ?: A. F. Telzow (Major)

## Zwangsarbeit
Die Zwangsarbeit der Lagerinsassen wurde vielfältig ausgebeutet: Neben dem Abbau vorwiegend von Nickel, Kupfer, Kobalt und Kohle im Untertagebergbau in den Bergwerken „Ugolny Rutschej“ und „Gora Rudnaja“ und der Errichtung des Norilsker Kupfer-Nickel-Hüttenkombinats wurden sie dazu eingesetzt, die Stadt Norilsk, Flusshäfen (u. a. bei Krasnojarsk) und Meereshäfen (u. a. bei Dudinka), die Bahnstrecke von Dudinka nach Norilsk und den Minenkomplex bei Kajerkan zu bauen. Auch in der Landwirtschaft und in der Fischerei waren sie tätig.

## Bildergalerie

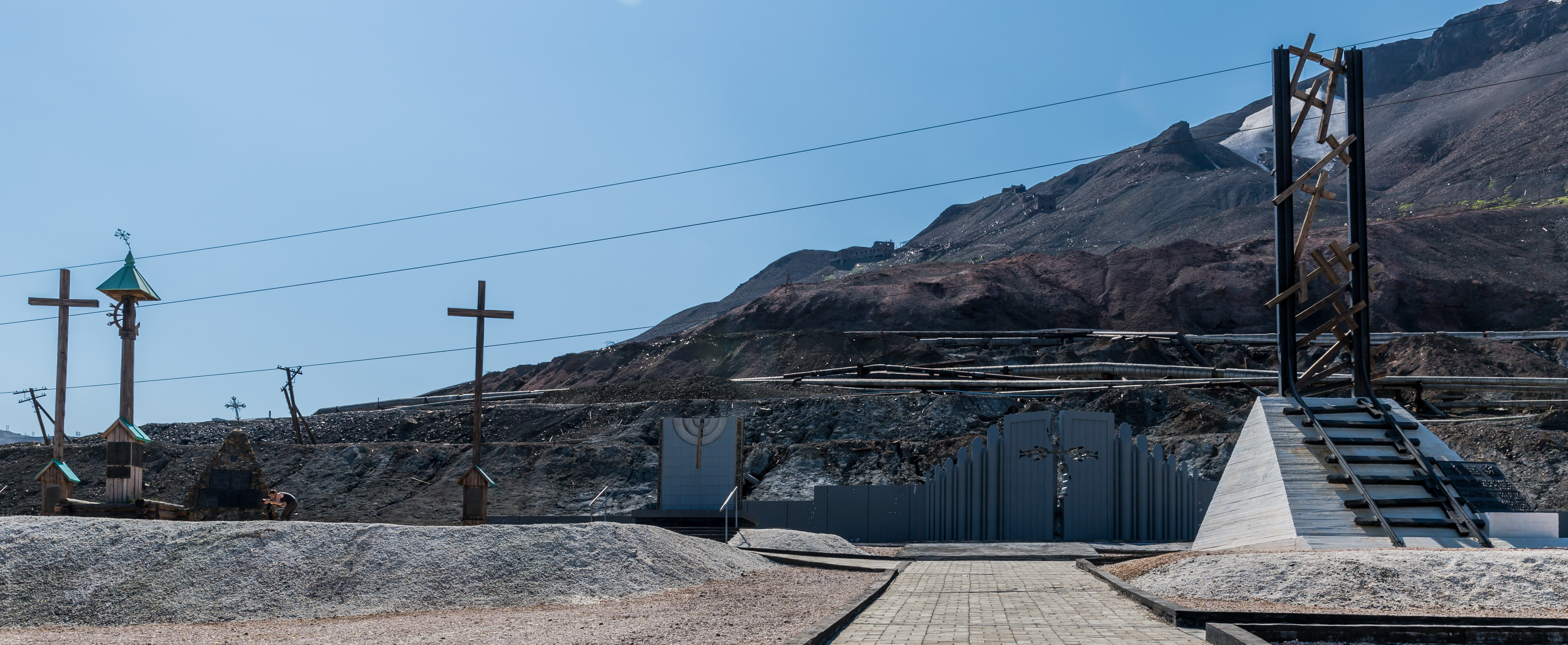
Gedenkstätte für die Opfer (2016)
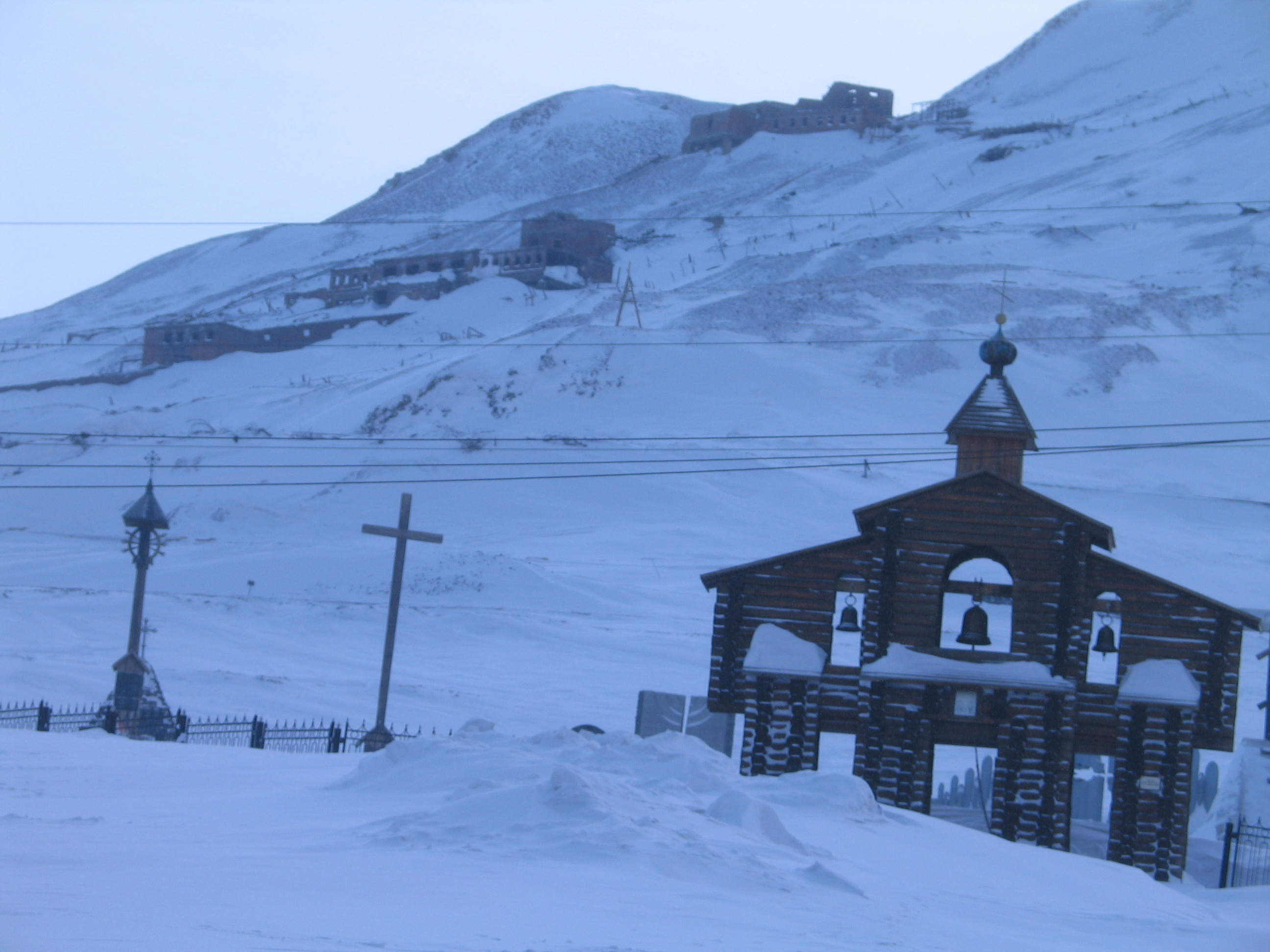
Denkmal für die Opfer (2008)
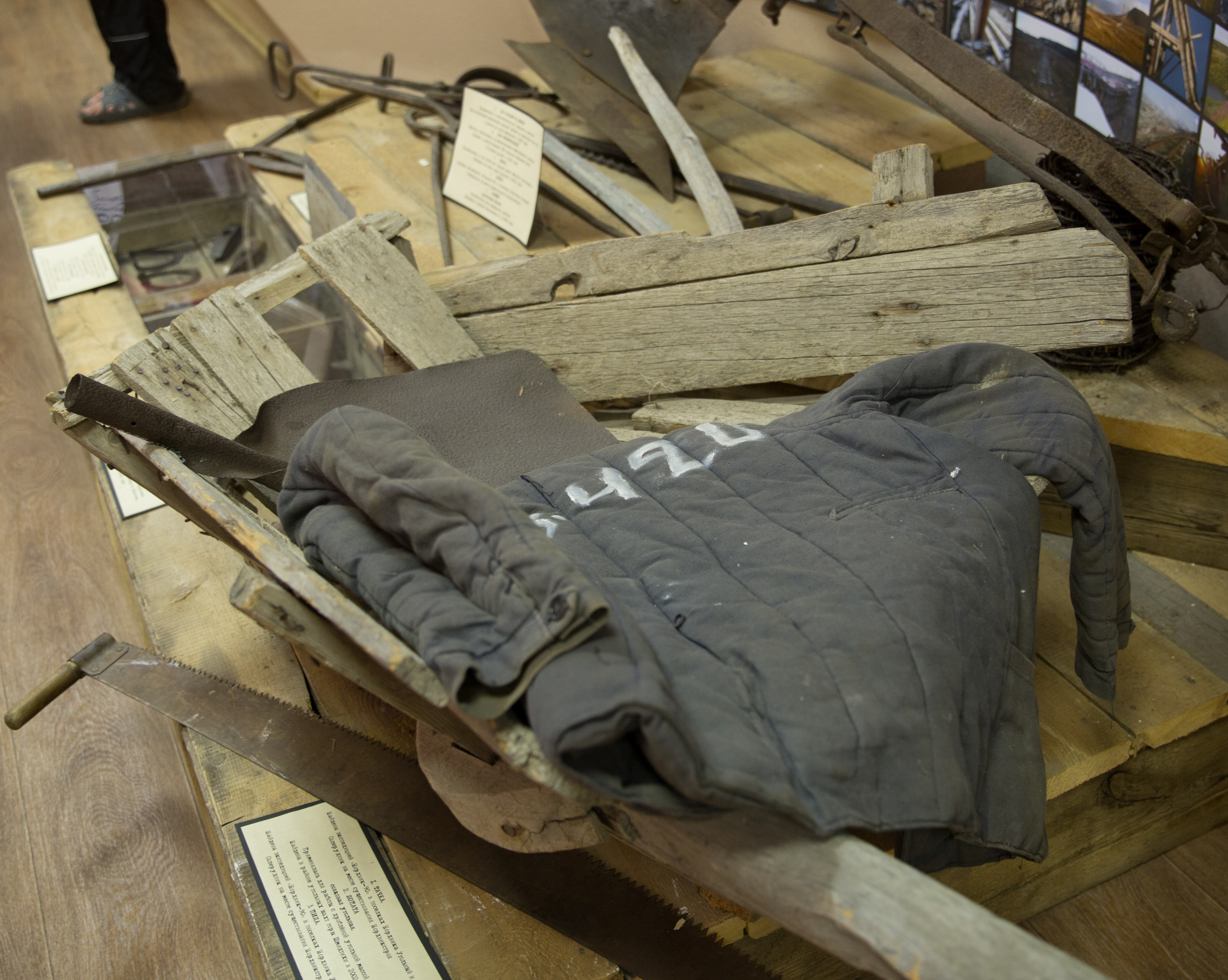
Museum (2016)
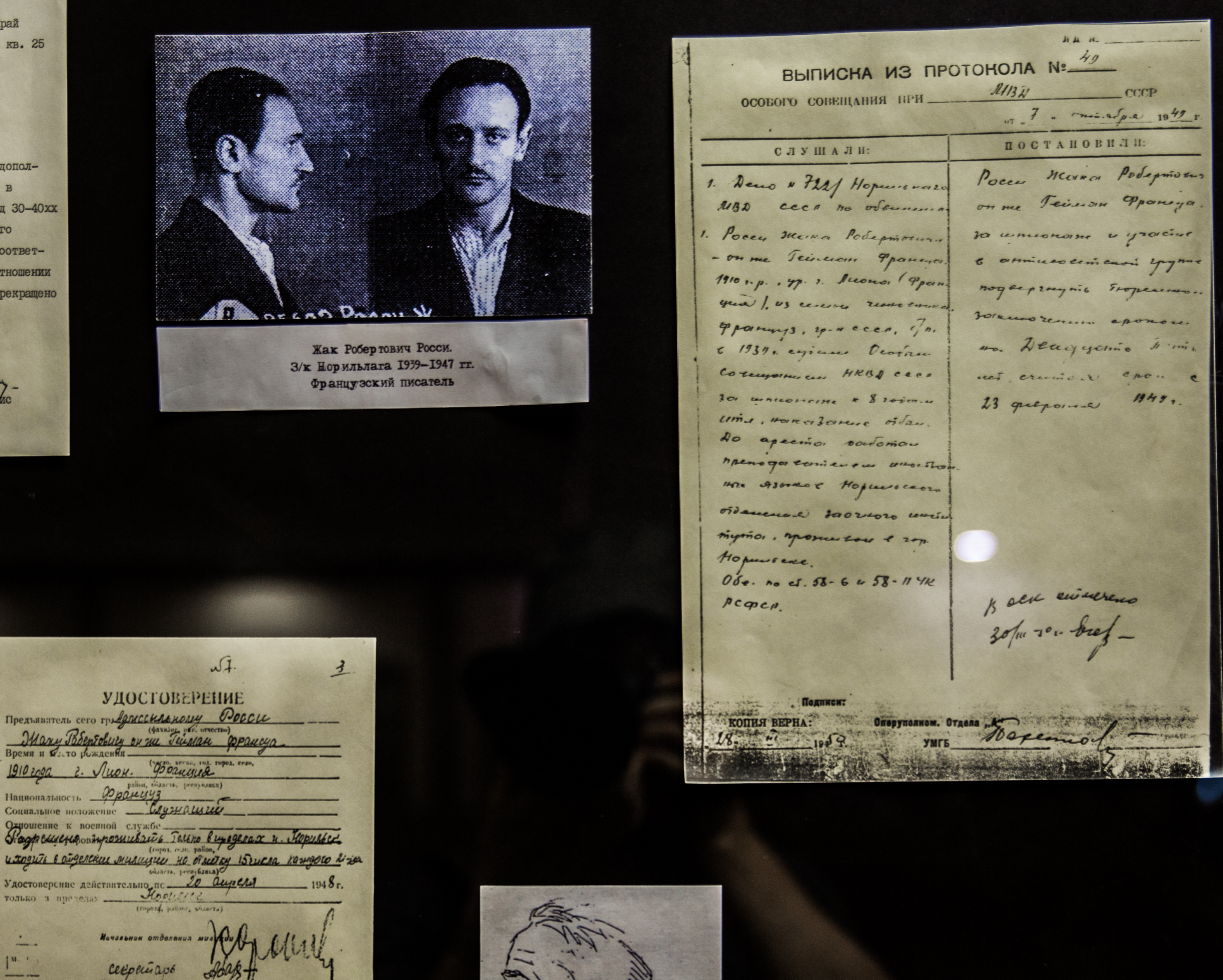
Jacques Rossi (ehemaliger Gefangener)